# Jean-Claude Meurens
Jean-Claude Meurens (Aubel, 17 oktober 1952) was een Belgisch lid van het Waals Parlement.

## Levensloop
Meurens werd zanger en was de leader van een musicalgroep in het begin van de jaren '70. In 1978 nam hij deel aan de finale van het Festival Internationale de la Chanson française van Spa, maar won het muziekfestival niet. Vervolgens kreeg hij een aanbod om professioneel zanger te worden in Parijs, maar dit weigerde hij.
Sedert 1973 werkte hij als bediende op het ministerie van Financiën en kreeg meer en meer interesse in de politiek. In 1988 was hij voor de PRL kandidaat-gemeenteraadslid van Aubel. Hij werd verkozen, maar omdat zijn oom burgemeester was moest hij zijn zetel opgeven. Van 1989 tot 1994 was hij OCMW-raadslid van de gemeente. In 1982 behoorde hij ook tot de oprichters van de PRL-afdeling in Aubel. In 1994 voerde hij de PRL-lijst aan bij de gemeenteraadsverkiezingen van Aubel en daarna vormde hij samen met de PS een bestuursmeerderheid. Meurens werd de nieuwe burgemeester van de gemeente en bleef dit tot in 2018. Sinds 2018 is hij enkel nog gemeenteraadslid van Aubel.
Van 1994 tot 2007 was hij tevens provincieraadslid van de provincie Luik. Van 2000 tot 2003 en van 2006 tot 2007 was hij ondervoorzitter en van 2003 tot 2006 voorzitter van de provincieraad. Tevens was hij van 2007 tot 2009 lid van het Waals Parlement en van het Parlement van de Franse Gemeenschap ter opvolging van Pierre-Yves Jeholet. Sinds 2012 is hij opnieuw provincieraadslid van Luik en sinds 2018 is hij opnieuw ondervoorzitter van de Luikse provincieraad.